# Thập niên 50
Thập niên 50 hay thập kỷ 50 chỉ đến những năm từ 50 đến 59.